# Dynasty (album Kiss)
Dynasty – siódmy album studyjny amerykańskiej grupy rockowej KISS wydany w maju 1979 roku.

## Utwory
1. "I Was Made for Lovin’ You" (Paul Stanley, Vini Poncia, Desmond Child) – 4:33
  - wokal – Paul Stanley
2. "2,000 Man" (Mick Jagger, Keith Richards) – 4:56
  - wokal- Ace Frehley
3. "Sure Know Something" (Stanley, Poncia) – 4:01
  - wokal – Paul Stanley
4. "Dirty Livin'" (Peter Criss, Poncia, Stan Penridge) – 4:27
  - wokal – Peter Criss
5. "Charisma" (Gene Simmons, Howard Marks) – 4:26
  - wokal – Gene Simmons
6. "Magic Touch" (Stanley) – 4:42
  - wokal – Paul Stanley
7. "Hard Times" (Ace Frehley) – 3:29
  - wokal – Ace Frehley
8. "X-Ray Eyes" (Simmons) – 3:42
  - wokal – Gene Simmons
9. "Save Your Love" (Frehley) – 4:40
  - wokal – Ace Frehley

## Informacje
- Gene Simmons – gitara basowa, wokal
- Paul Stanley – gitara rytmiczna, wokal
- Ace Frehley – gitara prowadząca, wokal
- Peter Criss – perkusja, wokal (zatwierdzono, lecz gra tylko w utworze numer 4)
- Anton Fig – perkusja (nie zatwierdzono, lecz występuje w reszcie utworów)

## Notowania
| Kraj          | Najwyższa pozycja na liście |
| ------------- | --------------------------- |
| USA           | 22                          |
| Japonia       | 19                          |
| Nowa Zelandia | 19                          |
| Austria       | 17                          |
| Kanada        | 15                          |

Album – Billboard (Ameryka Północna)
| Rok  | Lista      | Pozycja |
| ---- | ---------- | ------- |
| 1979 | Pop Albums | 9       |

Single – Billboard (Stany Zjednoczone)
| Rok  | Singel                      | Lista       | Pozycja |
| ---- | --------------------------- | ----------- | ------- |
| 1979 | "I Was Made for Lovin’ You" | Pop Singles | 11      |
| 1979 | "Sure Know Something"       | Pop Singles | 44      |

Single – Billboard (Australia)
| Rok  | Singel                      | Lista       | Pozycja |
| ---- | --------------------------- | ----------- | ------- |
| 1979 | "I Was Made for Lovin’ You" | Pop Singles | 6       |

Single – Billboard (Austria)
| Rok  | Singel                      | Lista       | Pozycja |
| ---- | --------------------------- | ----------- | ------- |
| 1979 | "I Was Made for Lovin’ You" | Pop Singles | 2       |
| 1979 | "Sure Know Something"       | Pop Singles | 5       |

Single – Billboard (Kanada)
| Rok  | Singel                      | Lista       | Pozycja |
| ---- | --------------------------- | ----------- | ------- |
| 1979 | "I Was Made for Lovin’ You" | Pop Singles | 1       |
| 1979 | "Sure Know Something"       | Pop Singles | 48      |

Single – Billboard (Francja)
| Rok  | Singel                      | Lista       | Pozycja |
| ---- | --------------------------- | ----------- | ------- |
| 1979 | "I Was Made for Lovin’ You" | Pop Singles | 2       |

Single – Billboard (Niemcy)
| Rok  | Singel                      | Lista       | Pozycja |
| ---- | --------------------------- | ----------- | ------- |
| 1979 | "I Was Made for Lovin’ You" | Pop Singles | 2       |
| 1979 | "Dirty Livin'"              | Pop Singles | 25      |
| 1979 | "Sure Know Something"       | Pop Singles | 28      |

Single – Billboard (Holandia)
| Rok  | Singel                      | Lista       | Pozycja |
| ---- | --------------------------- | ----------- | ------- |
| 1979 | "I Was Made for Lovin’ You" | Pop Singles | 1       |
| 1979 | "Sure Know Something"       | Pop Singles | 3       |

Single – Billboard (Norwegia)
| Rok  | Singel                      | Lista       | Pozycja |
| ---- | --------------------------- | ----------- | ------- |
| 1979 | "I Was Made for Lovin’ You" | Pop Singles | 10      |

Single – Billboard (Nowa Zelandia)
| Rok  | Singel                      | Lista       | Pozycja |
| ---- | --------------------------- | ----------- | ------- |
| 1979 | "I Was Made for Lovin’ You" | Pop Singles | 1       |
| 1979 | "Sure Know Something"       | Pop Singles | 11      |

Single – Billboard (Szwecja)
| Rok  | Singel                      | Lista       | Pozycja |
| ---- | --------------------------- | ----------- | ------- |
| 1979 | "I Was Made for Lovin’ You" | Pop Singles | 19      |

Single – Billboard (Szwajcaria)
| Rok  | Singel                      | Lista       | Pozycja |
| ---- | --------------------------- | ----------- | ------- |
| 1979 | "I Was Made for Lovin’ You" | Pop Singles | 2       |

Single – Billboard (Wielka Brytania)
| Rok  | Singel                      | Lista       | Pozycja |
| ---- | --------------------------- | ----------- | ------- |
| 1979 | "I Was Made for Lovin’ You" | Pop Singles | 50      |